# Kai Hansen
Pour les articles homonymes, voir Hansen.
 (septembre 2007).
Kai Michael Hansen, né le 17 janvier 1963 à Hambourg, est un guitariste et chanteur allemand, surtout connu pour son travail de compositeur et d’interprète au sein de différents groupes de power metal. Il est notamment le fondateur de deux groupes : Helloween et Gamma Ray. Kai Hansen est considéré comme le "Père Spirituel" du metal mélodique allemand et plus largement du power metal.

## Biographie
Kai Hansen est né le 17 janvier 1963 à Hambourg, Allemagne. Il se trouve d'abord à la fin des années 1970 et au début des années 1980 avec Piet Sielck au sein du groupe Gentry qui au fur et à mesure des changements de line-up finit par s'appeler Iron Fist. Il comporte alors Ingo Schwichtenberg à la batterie et Markus Grosskopf à la basse. Piet Sielck part pour devenir ingénieur du son et le groupe est rejoint par Michael Weikath à la deuxième guitare et devient Helloween. Kai Hansen assure le chant et la guitare, mais trouvant cela trop difficile, il sera remplacé derrière le micro par Michael Kiske, lui-même remplacé par la suite par Andi Deris.
En 1989, Kai Hansen quitte Helloween pour fonder son propre groupe, Gamma Ray, composé de Ralf Scheepers au chant, Uwe Wessel à la basse, Mathias Burchard à la batterie et bien sûr lui-même à la guitare. Après différents changements de composition et le passage d'Uli Kusch, qui va jouer dans Helloween après son départ, le groupe se compose de Dan Zimmermann à la batterie, Dirk Schlächter à la basse, Henjo Richter à la guitare et Kai Hansen au chant et à la guitare.
En 2008 et en 2010, Kai Hansen est l'invité de Tobias Sammet sur les tournées mondiales d'Avantasia. Il a ainsi l'occasion de retrouver Michael Kiske sur scène. Il rejoint officiellement  Unisonic, le nouveau groupe de Michael Kiske, en restant membre de Gamma Ray. 
En 2016, Hansen a sorti son premier album solo, intitulé XXX - Three Decades in Metal. L'album est sorti sur earMUSIC le 16 septembre de la même année.
Depuis 2017, il fait de nouveau partie de Helloween, où il officie à la fois comme troisième guitariste et comme troisième chanteur, le deuxième chanteur étant Michael Kiske, qui a réintégré le groupe au même moment, à l'occasion d'une tournée, sans que cela n'entraîne le départ d'Andi Deris. Cette nouvelle formation, portée désormais à sept membres au lieu de cinq, sort son premier album, Helloween, le 18 juin 2021.

## Discographie

### Avec Helloween
- Helloween (1985)
- 1985 : Walls of Jericho
- 1987 : Keeper of the Seven Keys, Pt. 1
- 1988 : Keeper of the Seven Keys, Pt. 2
- 2021 : Helloween

### Avec Gamma Ray
- Heading for Tomorrow (1990)
- Sigh No More (1991)
- Insanity and Genius (1993)
- Land of the Free (1995)
- Alive '95 (1996) - Live
- Somewhere Out in Space (1997)
- The Karaoke Album (1997) - Karaoke - Compilation
- Powerplant (1999)
- Blast from the Past (2000) - "Best of"
- No World Order (2001)
- Skeletons in the Closet (2003) - Live
- Majestic (2005)
- Land of the Free II (2007/2008)
- To the Metal (2010)
- Empire of the Undead (2014)

### Avec Iron Savior
- Iron Savior (1997)
- Unification (1998)
- Interlude (EP, 1999)
- Dark Assault (2001)

### Avec Avantasia
- The Metal Opera (2001) (Chant)
- The Metal Opera Part II (2002) (Chant)
- The Scarecrow (2008) Guitare sur "Shelter from the Rain" et Chant sur " The Toy Master (live) "

### Avec Unisonic
- Ignition (EP, 2012)
- Unisonic (2012)
- Light of dawn (2014)

### En solo
- XXX - Three Decades in Metal (2016)

## Participations
- Rampage :
  - Love Lights Up The Night – chant sur "Life"
- Angra :
  - Angels Cry – solo sur "Never Understand"
  - Temple of Shadows – chant sur "The Temple of Hate"
- Blind Guardian :
  - Follow the Blind – chant sur "Valhalla" et solo sur  "Hall Of The King"
  - Tales from the Twilight World – chant sur "Lost in the Twilight Hall," et solo sur  "The Last Candle"
  - Somewhere Far Beyond – solo sur "The Quest for Tanelorn"
- Tobias Sammet's Avantasia :
  - The Metal Opera – rôle de "Regrin the Dwarf" sur "Inside" et "Sign Of The Cross"
  - The Metal Opera Part II – même rôle sur "The Seven Angels" et "Chalice Of Agony"
  - The Scarecrow - solo sur "Shelter from the Rain"
  - The Flying Opera (live album) - chant sur "The Toy Master"
- HammerFall :
  - I Want Out EP - chant sur "I Want Out" et chœurs sur "Man on the Silver Mountain"
- Heavenly :
  - Coming from the Sky – chant sur "Time machine"
- Stormwarrior :
  - Stormwarrior - chant et guitare sur "Chains Of Slavery" et "Heavy Metal is the Law" et narration sur "Iron Prayers"
  - Northern Rage - chant sur "Heroic Deathe" et solo sur "Welcome Thy Rite"
- Headhunter :
  - Parody Of Life - "Cursed"
- Michael Kiske :
  - Instant Clarity - "New Horizons", "Be True To Yourself", "The Calling", "Thanx A Lot"
- Heavenwood :
  - Swallow - chant et guitare sur "Lunas" et chant sur "Downfall"
- Primal Fear :
  - Primal Fear - solo sur "Formula 1", "Dollars", "Speedking"

## Anecdotes
- Kai Hansen chante en duo avec Edurado Falaschi (Angra) la chanson Temple of Hate de l'album Temple of Shadows (2004)
- Il a participé au projet de Tobias Sammet : Avantasia où il chante et joue de la guitare sur de nombreux titres.
- Il chante à deux reprises dans la chanson Valhalla du groupe Blind Guardian sur l'album Follow the Blind (1989) et dans Lost in the Twilight Hall sur l'album Tales from the Twilight World (1990). Il joue également le solo de The Last Candle sur ce même album et celui de The Quest for Tanelorn sur l'album Somewhere Far Beyond (1992).